# 中国共产党沈阳市委员会
中国共产党沈阳市委员会，简称（中共）沈阳市委，是中国共产党在辽宁省沈阳市的地方组织，成立于1948年5月，由中国共产党沈阳市代表大会选举产生，执行中共中央、中共辽宁省委的指示及中共沈阳市代表大会的决议，在代表大会闭会期间领导沈阳市的党务工作，并定期向中共辽宁省委汇报工作。目前，中共辽宁省委常委霍步刚担任该委员会书记，吕志成、李鹏宇担任该委员会副书记。